# Експерт
 За модела автомобили вижте Пежо Експерт.  
Експерт е специалист, даващ мнение или заключение при разглеждане на някакъв проблем или въпрос.
В юридическо значение – лице, притежаващо специални знания, привлечено от следствените органи или съд за извършване на експертиза и даване на експертно мнение.